# Кэмпион, Томас
Томас Кэмпион (Thomas Campion, иногда Campian; 12 февраля 1567 — 1 марта 1620) — английский врач, лирический поэт, композитор, теоретик музыки. Писал стихи (на латыни и английском), песни, пьесы для двора («маски»). Адаптировал античные формы стихосложения к английскому языку.

## Биография
Томас Кэмпион родился в Лондоне, рано остался сиротой. Учился в колледже Питерхаус в Кембридже, но не окончил; изучал право в Грей Инне, но до адвокатской практики допущен не был. Получил медицинское образование в Университете Кан, который окончил в 1605 году. Полагают, что Кэмпион работал врачом в Лондоне до своей смерти в 1620 году, вероятно, от чумы. Кэмпиона подозревали в том, что он был замешан в смерти поэта Томаса Овербери, но в итоге оправдали.

## Творчество
Его ранние стихи широко ходили в рукописи, так что некоторые из них были приписаны Филипу Сидни и вошли в одно из «пиратских» изданий стихотворного цикла «Астрофил и Стелла».

В 1595 году он издал первый сборник латинских эпиграмм.

В 1602 году издал работу «Наблюдения над искусством английской поэзии», где называл привычку рифмовать средневековым варварством.

Четыре «Книги песен» («A Booke of Ayres») опубликованы в 1601—1617 годах. Они прославили Кэмпиона, а равно и его сольное пение под лютню. Мотивы английского Возрождения звучат в творениях Кэмпиона на новый лад печальнее и задумчивее. Привычные стихотворные темы и сюжеты получают своеобразную ритмическую разработку.
В 1615 году под большим влиянием идей Дж. Царлино опубликовал труд о контрапункте «A new way of making fowre parts in counterpoint» («Новый способ писать четырёхголосный контрапункт»), который в Англии стал стандартным учебником контрапункта.